# Studio Orka
Studio Orka was een Vlaams theatergezelschap. Het werd opgericht in 2004 door het ontwerpersduo Philippe Van de Velde en Martine Decroos. 
Het gezelschap speelt nooit in theaterzalen, maar altijd op andere locaties zoals parken, volkstuintjes of parkings van warenhuizen.
In 2009 won Studio Orka de Vlaamse Cultuurprijs voor Jeugdtheater en kreeg het gezelschap de Gouden Krekel 2008 voor de voorstelling De legende van Woesterdam (coproductie KOPERGIETERY). Verscheidene producties van Studio Orka werden reeds geselecteerd door de Nederlandse of Vlaamse jury van Het Theaterfestival.
In april 2021 maakte het gezelschap bekend dat ze er in 2022 mee zouden ophouden; ze dienden geen subsidie-aanvraag meer in.

## Producties
- Watertanden en zeewolven (2005)
- De Vogelkatedraal (2006)
- Lava, een bodemonderzoek (2006) - geselecteerd voor Het Theaterfestival 2007 (Vlaanderen)
- Mijnheer Porselein (2007) - geselecteerd voor Het Theaterfestival 2008 (Nederland)
- De legende van Woesterdam (2008)
- Berninna (2009)
- Warmoes (2010) - geselecteerd voor Het Theaterfestival 2011 (Vlaanderen)
- Mister More, Lady Less  (2011)
- Duikvlucht (2012) - geselecteerd voor Het Theaterfestival 2013 (Vlaanderen)
- Jacobsneus (2013)
- Zoutloos (2014) - geselecteerd voor Het Theaterfestival 2014 (Vlaanderen)
- Carrara (2015)
- Studio ORKA speelt de spreeuw (2016)
- Chasse Patate (2017) - geselecteerd voor Het Theaterfestival 2017 (Vlaanderen)[2]
- Inuk (2017)
- Het orgel van Julien (2018)
- Craquelé (2019)  - geselecteerd voor Het Theaterfestival 2019 (Vlaanderen)
- Pied de Poule (2020)
- het Pentaccordeon (2020)